# Пентасульфид аммония
Пентасульфид аммония — неорганическое соединение,
соль аммония и пентасульфидной кислоты
с формулой (NH4)2S5,
жёлтые кристаллы,
разлагается в воде.

## Получение
- Пропускание сероводорода через суспензию порошкоодразной серы в концентрированном растворе аммиака:

{\displaystyle {\mathsf {2NH_{3}+H_{2}+5S\ {\xrightarrow {}}\ (NH_{4})_{2}S_{5}}}}

## Физические свойства
Пентасульфид аммония образует жёлтые кристаллы
моноклинной сингонии, пространственная группа P 21/c, параметры ячейки a = 0,5427 нм, b = 1,6226 нм, c = 0,9430 нм, β = 105,31°, Z = 4
.
Соединение можно хранить под маточным раствором без доступа воздуха.
В сухом состоянии на воздухе быстро разлагаются.
В воде интенсивно выделяет серу.
Плавится в запаянной ампуле при 95°С с образованием красной жидкости.

## Химические свойства
- Разлагается при хранении на воздухе или незначительном нагревании:

{\displaystyle {\mathsf {(NH_{4})_{2}S_{5}\ {\xrightarrow {T}}\ NH_{3}+H_{2}S+S}}}